# Planeta FM (Konin, Słupca)
Radio Planeta 99,6 FM oraz Radio Planeta 102,9 FM – dwie lokalne rozgłośnie radiowe nadające odpowiednio z Konina i Słupcy, obejmujące zasięgiem znaczną część wschodniej Wielkopolski. Wchodziły w skład sieci radiowej Planeta FM.
Konińska rozgłośnia nadawała swój program z ul. Kleczewskiej 37, siedziba słupeckiej Planety znajdowała się natomiast przy ul. Poznańskiej 15A.

## Charakter programu
Rozgłośnie posiadały profil muzyczno-informacyjny. Program (niemal w całości produkowany lokalnie) podzielony był na dwa pasma: dzienne – adresowane do słuchaczy w wieku 25–50 lat – oraz wieczorne, skierowane do młodzieży – wspólne dla Konina i Słupcy. Format muzyczny pasma dziennego stanowiła muzyka popularna – głównie utwory lat 80., 90. i współczesnych – oscylująca wokół nurtów pop i dance. Pasmo wieczorne wypełniały nowości muzyki dance i r'n'b oraz brzmienia klubowe.
W ramówce znajdowały się serwisy informacyjne z kraju i świata (przygotowywane przez siostrzane Radio Zet) oraz wiadomości z regionu, liczne informatory kulturalne, informacje drogowe, komunikaty służb dyżurnych, przeglądy prasy oraz wiele audycji sportowych i publicystycznych.

## Historia
Konińska rozgłośnia była po części kontynuatorem działalności lokalnego Radia 66, założonego w 1994 roku przez Sławomira Papierę, miejscowego przedsiębiorcę. W 2004 roku stacja (siedziba, sprzęt i zespół radia) została przejęta przez grupę medialną Ad.point i w niedługim czasie zmieniła nazwę na Radio Flash Konin. 
Słupeckie Radio Flash rozpoczęło działalność w 2004 roku na koncesji przejętego przez Ad.point Radia Warta. Początkowo na częstotliwości 102,9 MHz retransmitowany był w całości program z Konina, następnie stacja wprowadzać zaczęła własne pasma lokalne.
Ramówkę Radia Flash charakteryzowały liczne programy informacyjno-publicystyczne oraz audycje autorskie, a także obecność na antenie niemalże wszystkich gatunków muzyki rozrywkowej (począwszy od muzyki pop, poprzez różnorodne odmiany rocka i muzykę młodzieżową, a na jazzie kończąc). W 2007 roku stacja (wraz z całą grupą Ad.point) stała się własnością holdingu Eurozet, co zaskutkowało wprowadzeniem przez nią w listopadzie 2007 r. ściślejszego formatu muzycznego (znanego wcześniej z Radia Planeta Kielce), a w konsekwencji rozpoczęciem działalności pod marką Planeta FM.
W wyniku rebrandingu sieci Planeta FM 30 czerwca 2013  koniński i słupecki oddział radia zmieniły nazwy odpowiednio na Radio Zet Gold Konin i Radio Zet Gold Słupca, zachowując jednak kilkugodzinne pasma regionalne wspólne dla obydwu rozgłośni.

## Wybrane audycje
Pasmo dzienne:
- Strefa Informacji Lokalnych
- Studio lokalne – rozmowy z gośćmi
- „Radio w gminie” – publicystyka lokalna
- Globalny Informator Kulturalny
- Strefa Sportu – wiadomości sportowe
- Telefoniczna autoreklama – ogłoszenia drobne słuchaczy
- Informacje służb dyżurnych
- Wiadomości drogowe – Trafik
- Południowy Magazyn Sportowy
- Magazyn piłkarski „Górnikowiec” – prowadzący Marek Tamulski
- „Sonda studencka”
- „Kreatywni na Planecie” – prowadzący Wojciech Lisiak
- „Spinacz młodzieżowy” (w Radiu Flash jako „Popołudniówka-Młodzieżówka”)
- „Muzyczna fala wspomnień” – koncert życzeń, najstarsza audycja radiowa w konińskim eterze prowadząca Halina Walusiak

Pasmo wieczorne:
- „100% imprezowych hitów” – muzyka taneczna na życzenie słuchaczy
- „Noc z DJ-ami” (w Radiu Flash pod nazwą „Muzyczna lawina”)
- „Hit Machine”
- „Planetagra”
- „Mega Beat Dance Chart 20” (audycja sieciowa)
- DJ Filipski – „Exploration of Space” (audycja sieciowa)
- „Wet Fingers In The Mix” (audycja sieciowa)
- Above & Beyond – „Trance Arround The World” (audycja sieciowa)
- Pete Tong – „Essential Mix” oraz „Essential Selection” (audycje sieciowe)

## Ludzie
Zespół radia Planeta FM tworzyli w większości ludzie związani od kilkunastu lat z konińską radiofonią (m.in. Radiem Flash, Radiem 66 i Radiem Konin). Dyrektorem zarządzającym obu rozgłośni był Janusz Lipiński. Po grona prezenterów stacji należeli: Szymon Grzywiński, Ilona Janiszewska, Mateusz Kwiatkowski, Wojciech Maciejewski, Katarzyna Maciocha, Dariusz Piaskowski oraz Jakub Przerwa.